# フレデリック・アッシュワース
フレデリック・リンカーン・"ディック"・アッシュワース（Frederick Lincoln "Dick" Ashworth、1912年1月24日 - 2005年12月3日）は、アメリカ合衆国の海軍軍人。最終階級は海軍中将。
1945年8月9日に長崎県長崎市に原子爆弾を投下した爆撃機B-29ボックスカーに搭乗し原子爆弾を担当する将校として長崎市への投弾を決断した。退役直前には地中海に展開するアメリカ海軍第6艦隊の副司令官を務めた。

## 経歴
マサチューセッツ州ベヴァリー（Beverly）生まれ。1918年にマサチューセッツ州ウェナム（Wenham）に移り小学校へ入学する際のテストの結果、飛び級で第3学年に入れられたという。その後、ベヴァリーハイスクールを4年間で卒業し、1928年9月に16歳にしてダートマス大学に入学した。1年間の学生生活の後、兄も学んでいたアナポリス海軍兵学校に入学した。
1933年6月にアナポリスを卒業、少尉として戦艦「ウェスト・バージニア」に配属となった。
1936年から1939年にかけてフロリダ州ペンサコーラで飛行訓練を受けた後、上官からアナポリスに戻って研究をするようにとの勧めを受け、航空兵器のエンジニアとなるべく3年間の大学院での研究生活を送ることとなる。
1942年6月、大学院での研究を終えた後、太平洋艦隊の攻撃機部隊（Torpedo Squadron Eleven VT-11）の司令官となり、ソロモン諸島ガダルカナル島及び空母ホーネットでの作戦行動を行っている。この間に少佐に昇進している。
1944年6月、アメリカ本土に戻りヴァージニア州ダールグレンの海軍試験場に配属となった。その後、1944年11月、マンハッタン計画に参加することとなる。ニューメキシコ州ロスアラモスに移り、原子爆弾の取扱い、特に起爆装置の操作についての訓練を受けた。1945年8月6日の広島原爆投下作戦の際に、原子爆弾リトルボーイの起爆装置を操作したウィリアム・S・パーソンズ海軍大佐はこの際からの上官である。
1945年8月9日、日本への2回目の核攻撃となる作戦に兵器担当士官（中佐となっていた）として爆弾投下機B-29ボックスカーに搭乗し出撃した。第一目標は福岡県小倉市（現：北九州市）であったが雲（又は八幡市（現：北九州市）の火災による煙）により目標の目視に失敗。第二目標の長崎県長崎市へ向かうこととなった。原子爆弾は目標を目視してからの投下が厳命されていたからである。
しかし、第二目標の長崎市も雲に覆われていた。一方、投下機のボックスカーは残燃料の問題から爆撃航程は1回しか許されない状況であった。アッシュワースはレーダー照準による投下を決断、機長のチャールズ・スウィーニー少佐に投下を促した。
結局、命令に反するレーダー照準による爆撃航程に入ったのち、ボックスカー爆撃手のカーミット・ビーハンが雲の切れ間から長崎市街地を目視、原子爆弾ファット・マンは投下された。
第二次世界大戦の終結後、ウィリアム・S・パーソンズ大佐らと共に、1946年に行われる予定となった核実験の実験場の選定に携わった。その実験はクロスロード作戦と命名され、ビキニ環礁で行われた。
その後、1952年から1954年の間、アメリカ原子力委員会の軍事利用部門のスタッフを務め、1958年から1960年にかけて、アメリカ海軍作戦部の原子力部門のスタッフを務めるなど、初期のアメリカ海軍における核戦力整備に関わる要職にあった。
1966年に中将に昇格し、アメリカ海軍第6艦隊副司令官に就任した。1968年に退役し、ニューメキシコ州サンタ・フェで暮らした。